# Esther Ballestrino
Esther Ballestrino   (Fray Bentos, 20 de gener de 1918 - 18 de desembre de 1977) va ser una mestra, bioquímica i activista social paraguaiana, notable per ser una de les fundadores de l'associació de les Mares de Plaça de Mayo, dedicada a buscar els desapareguts durant el terrorisme d'Estat a l'Argentina, motiu pel qual va ser segrestada, torturada i assassinada.

## Biografia
Esther Ballestrino, nascuda a l'Uruguai, va arribar al Paraguai, a la ciutat d'Encarnación, amb 14 anys, on la seva família es va mudar quan era petita. Allà va estudiar per a ser mestra i es doctorà en Bioquímica i Farmàcia a la Universitat Nacional d'Asunción. Al Paraguai, Esther Ballestrino es va identificar amb les idees del Partit Revolucionari Febrerista (PRF), un moviment d'idees socialistes, i durant la dècada del 1940 va fundar el Moviment Femení del Paraguai, de què va ser la seva primera secretària general. Perseguida per la dictadura militar d'Higinio Morínigo es va refugiar a l'Argentina el 1947, on va contreure matrimoni amb Raymundo Careaga, amb qui va tenir tres filles.
Jorge Bergoglio (després el Papa Francesc), va tenir una relació pròxima amb Esther Ballestrino, ja que ella va ser la seva cap. El record que en té Bergoglio està carregat d'afecte: «L'estimava molt. Recordo que quan li lliurava una anàlisi, em deia: 'Ché ... què ràpid l'has fet!'. I de seguida, em preguntava: 'Però aquesta dosificació la vas fer o no?' Llavors jo li responia que per què l'havia de fer si, després de totes les dosificacions de més amunt, aquest havia de donar més o menys això. 'No!, cal fer les coses bé', em reprenia. En definitiva, m'ensenyava la serietat de la feina. Realment li dec molt a aquesta gran dona». En una altra oportunitat, el 2010, davant d'un tribunal oral federal, el llavors arquebisbe de Buenos Aires hi va afegir més detalls: «Una dona amb molt sentit de l'humor, que em va introduir en el món de la política. Era una febrerista, del Partit Febrerista Paraguaià, exiliada aquí. Em feia llegir diverses coses, els articles de Barletta, per exemple, conversàvem sobre això, els comentàvem. Li dec molt a aquesta dona. Després, tot i que jo era capellà, seguírem sent amics».
El 24 de març de 1976 es va produir un cop d'estat a l'Argentina que va instal·lar un règim fundat en el terrorisme d'estat. Els seus dos gendres, Manuel Carlos Cuevas i Yves Domergue, van ser segrestats i desapareguts, i la seva filla Ana María Careaga, amb tres mesos d'embaràs, va ser segrestada el 13 de juny de 1977, per ser portada i torturada al centre clandestí de detenció Club Atlètico.
Ballestrino va començar llavors a organitzar-se amb altres familiars de desapareguts i a participar de les rondes a la Plaça de Mayo que van originar l'associació Mares de Plaça de Mayo, i a col·laborar amb Familiars de Desapareguts i Detinguts per Raons Polítiques i la Lliga Argentina pels Drets de l'Home.
A l'octubre de 1977, Ana María va ser alliberada i tant Esther Ballestrino com les seves tres filles es van refugiar primer al Brasil i després a Suècia. No obstant això, va tornar a l'Argentina poc després. Llavors, les altres mares van persuadir-la que era molt perillós quedar-se i que havia de tornar a Suècia. La seva filla Ana María explica que la seva mare va contestar: «No!, seguiré fins que apareguin tots».

## Desaparició, segrest, tortura i assassinat
Entre el dijous 8 de desembre i el dissabte 10 de desembre de 1977 el Grup de tasques 3.3.2, sota el comandament d'Alfredo Astiz, va segrestar un grup de dotze persones vinculades a la Mares de Plaça de Mayo. Entre elles es trobava Esther Ballestrino, juntament amb les altres fundadores de Mares de Plaça de Mayo (Azucena Villaflor i María Ponce), i les monges franceses Alice Domon i Léonie Duquet.
Esther Ballestrino va ser segrestada el 8 de desembre amb la major part de el grup a l'Església de la Santa Cruz, situada al barri de Sant Cristobal de la ciutat de Buenos Aires, on solien reunir-se.

Va ser portada directament a centre clandestí de detenció situat a l'Escola de Mecànica de l'Armada (ESMA), sota el control de la Marina Argentina, on va ser reclosa en el sector denominat «Capuchita». Allí va romandre aproximadament 10 dies, lapse durant el qual va ser constantment torturada. En l'informe Nunca Más, els testimonis Maggio i Cubas, supervivents de l'ESMA, van relatar el que sabien sobre la seva sort:
| «                                                        | ...El mateix va passar amb les religioses franceses Alice Domon i Leonie Renée Duquet. Vaig tenir oportunitat personal de parlar amb la germana Alice, ja que va ser portada juntament amb la germana Renée a la tercera planta del Casino d'Oficials de l'ESMA, lloc on em trobava captiu. Això passa al voltant de l'11 o 12 de desembre. És quan m'explica que havia estat segrestada en una església, junt amb familiars de desapareguts. Després vaig saber que eren tretze persones ... Després van ser «traslladades» junt amb les onze persones restants. Els rumors interns fonamentats per la pressa amb que es va treure d'allí aquestes persones, indicaven el seu assassinat. | » |
| — Testimoni d'Horacio Domingo Maggio, Lligall núm. 4450. | |   |

Probablement el dia 17 o 18 de desembre de 1977, Ballestrino i la resta del grup van ser «traslladades» a l'aeroport militar que es troba a l'extrem sud de l'Aeroparque de la ciutat de Buenos Aires, embarcades en un avió de la Marina calmades amb tiopental i llançades vives a la mar davant de la costa de Santa Teresita, on moririen en impactar contra l'aigua.

## Identificació del seu cos i enterrament

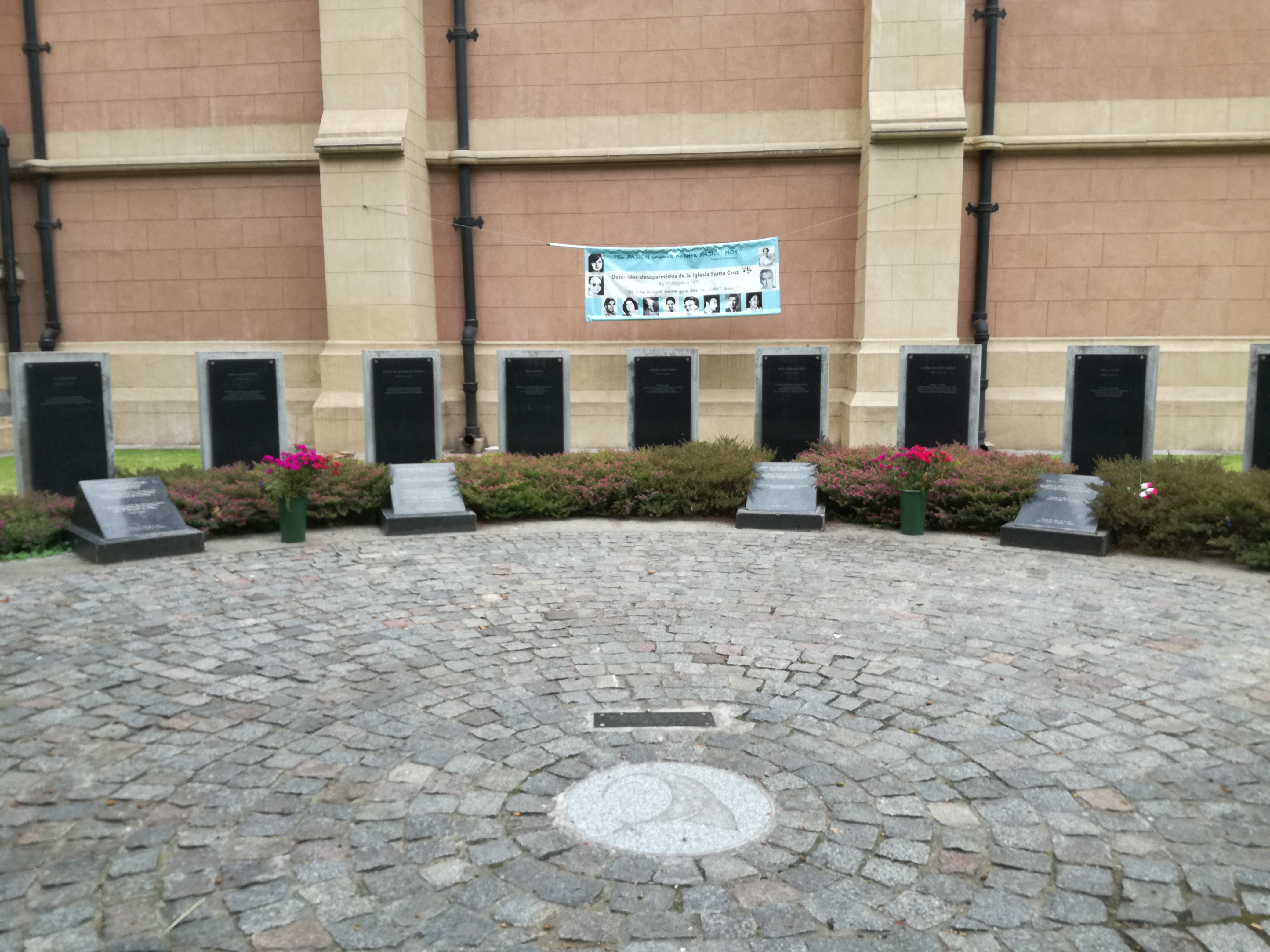
Solar de la Memòria a l'Església de l'Església Santa Cruz, on es troben les restes d'Esther Ballestrino, junts als d'Azucena Villaflor, Maria Ponce i Léonie Duquet

El 20 de desembre de 1977 van començar a aparèixer cadàvers provinents de la mar a les platges de la província de Buenos Aires, a la zona dels balnearis de Santa Teresita i Mar del Tuyú. Els metges policials que van examinar els cossos en aquesta oportunitat van registrar que la causa de la mort havia estat «l'impacte contra objectes durs des de gran altura», com indicaven el tipus de fractures òssies constatades, succeïdes abans de la mort. Sense realitzar més investigacions, les autoritats locals van disposar immediatament que els cossos fossin enterrats com a NN (sense nom) al cementiri de la propera ciutat de General Lavalle.
El 1984, en el marc de la investigació de la CONADEP i del Judici a les Juntes, s'havien realitzat excavacions al cementiri de General Lavalle, on es trobaren una gran quantitat de restes òssies provinents dels cadàvers trobats a les platges de San Bernardo i Lucila del Mar. Aquestes restes van ser utilitzades en el judici a les Juntes i guardades després en 16 borses.
A partir de llavors, el jutge Horacio Cattani va començar a acumular causes sobre desapareguts. Malgrat les lleis de Punt Final i Obediència Deguda, que van paralitzar les investigacions, Cattani va aconseguir armar el 1995 un arxiu de 40 m² on allotjar totes aquestes proves.
El 2003, l'intendent de General Lavalle va informar que s'havien localitzat noves tombes NN en el cementiri de la ciutat. El jutge Cattani va ordenar llavors realitzar noves excavacions amb l'Equip Argentí d'Antropologia Forense (EAAF), amb les quals van trobar dues línies de tombes, una per sobre de l'altra. Es van descobrir així 8 esquelets, 5 corresponents a dones, 2 correspondioentes a homes i un, classificat com a GL-17, que es va definir com a «probablement masculí».
Cattani va enviar els ossos al Laboratori d'Inmunogenética i Diagnòstic Molecular (LIDMO) de Córdoba (Argentina), pertanyent a l'EAAF. Els resultats de laboratori van determinar que les restes pertanyien al grup de segrestades entre els dies 8 i 10 de desembre de 1977. El 8 de juliol de 2005 el jutge Cattani va rebre l'informe establint que una de les restes individualitzats pertanyia a Esther Ballestrino de Careaga.
El dia 24 de juliol de 2005, 28 anys després d'haver estat assassinada, Esther Ballestrino de Careaga va ser enterrada al jardí de l'Església de la Santa Cruz, a Buenos Aires, al costat de Maria Ponce de Bianco, una de les tres mares segrestades amb ella. Amb posterioritat també van ser sepultades allí la Germana Léonie Duquet i l'activista Ángela Auad. Les cendres d'Azucena Villaflor van ser escampades a la Plaça de Mayo.

## Coneixement per part del govern dels Estats Units d'Amèrica
Documents secrets del govern dels Estats Units d'Amèrica desclassificats el 2002 proven que el govern estatunidenc sabia des de 1978 que els cossos sense vida de les monges franceses Alice Domon i Léonie Duquet i les mares de Plaça de Mayo Azucena Villaflor, Esther Ballestrino de Careaga i María Ponce, havien estat trobades a les platges de Buenos Aires.

La dada està inclosa en el Document núm. 1978-BONS-02346, adreçat pel llavors ambaixador dels Estats Units a l'Argentina, Raúl Castro, al Secretari d'Estat dels Estats Units, amb data de 30 de març de 1978. Esmenta com a objecte: «Informe sobre monges mortes». Textualment el document diu:
| «         | 1. A.F.P. Març 28 Història recopilada a Paris informa que els cossos de dues monges franceses (Alicia Doman i Renee Duguet) que van ser segrestades a mitjan desembre amb altres onze activistes de drets humans van ser identificats entre els cossos prop de Bahia Blanca. 2. Buenos Aires estava plena de certs rumors des de fa un mes sobre constàncies de la descoberta d'un nombre de cadàvers portats a la platja per vents inusualment forts al llarg de l'oceà Atlàntic en punts propers a la desembocadura del Riu de la Plata unes 300- 350 milles a nord de Bahia Blanca (Vegeu Buenos Aires 1919 per a control). 3. (Secció esborrada) que va estar tractant de rastrejar aquests rumors té informació confidencial que les monges van ser segrestades per agents de seguretat argentins i en algun moment van ser transferides a la localitat de Junín, que es troba prop de 150 milles a l'oest de Buenos Aires. 4. L'Ambaixada també té informació confidencial obtinguda a través d'una font (protegida) del govern argentí que set cossos van ser descoberts fa algunes setmanes a la platja atlàntica prop de Mar del Plata. D'acord amb aquesta font, els cossos eren els de les dues monges i cinc mares que van desaparèixer entre el 8 i el 10 de desembre de 1977. La nostra font confirma que aquestes individues van ser segrestades per membres de les forces de seguretat actuant sota el seu ampli mandat contra terroristes i subversius. A més, la font va declarar que pocs individus en el GOA coneixien aquesta informació. 5. Aquesta font ha informat veraçment en el passat i tenim raons per creure que té coneixement sobre qüestions de desaparicions. L'Ambaixada sol·licita que el seu informe sigui protegit per evitar comprometre una font que ha provat ser útil en proveir informació concernent a individus perduts o desapareguts. | » |
| — CASTRO. | |   |